# Julia Tannheimer
Julia Tannheimer (* 1. August 2005 in Ulm) ist eine deutsche Biathletin. Sie ist fünffache Jugend- und Juniorenweltmeisterin und läuft seit 2024 im Weltcup.

## Werdegang
Julia Tannheimer stammt aus Ulm, wo sie im Alter von zehn Jahren bei der örtlichen Sektion des Deutschen Alpenvereins mit dem Biathlon begann. Später ging sie ans Skiinternat Furtwangen in den Schwarzwald, wo sie von Steffen Hauswald und Ina Metzner betreut wurde. Nach ihrem Abitur 2024 wurde sie in die Sportfördergruppe der Bundeswehr in der Schwarzwald-Kaserne aufgenommen. Sie trainiert seitdem am Bundesstützpunkt Notschrei unter der Leitung von Roman Böttcher. 

### Anfänge
Julia Tannheimer gehörte von Beginn ihrer Karriere an zu den besten Biathletinnen ihres Jahrgangs in Deutschland. In ihrer ersten Saison im Deutschen Schülercup mit dem Luftgewehr belegte sie 2018/19 den dritten Platz der Gesamtwertung ihrer Altersklasse. In ihrer ersten Deutschlandpokalsaison mit dem regulären Kleinkalibergewehr 2020/21 wurden aufgrund der COVID-19-Pandemie alle Rennen abgesagt. Auf der Basis interner Leistungen wurde sie nach dem Ende des Winters in den Nachwuchskader des Deutschen Skiverbands (DSV) aufgenommen.
In der Folgesaison 2021/22 nahm Tannheimer schließlich an ihren ersten Deutschlandpokalrennen teil. Sie bestimmte dabei aufgrund läuferischer Dominanz die Konkurrenz in ihrer Altersklasse 17; sie erreichte in allen Rennen das Podium und gewann Anfang Februar vier Rennen in Folge. Mit diesen Leistungen wurde sie für die Rennen der Jugendkategorie (U19) bei den Biathlon-Juniorenweltmeisterschaften 2022 in Soldier Hollow nominiert. Sie belegte dort in einem Feld von fast ausnahmslos älteren Athletinnen die Plätze fünf, neun und acht in Einzel, Sprint und Verfolgung, wobei sie in der reinen Langlaufleistung über alle drei Rennen hinweg die zweitbeste Athletin war.
Im Dezember 2022 debütierte Tannheimer noch als Jugendathletin in Obertilliach im IBU-Junior-Cup und bestritt ihre ersten Rennen im internationalen Juniorenbereich (U22), wobei ihr bestes Ergebnis ein sechster Platz war. Nachdem sie Anfang Januar 2023 zwei Deutschlandpokalrennen in ihrer Altersklasse 18/19 gewonnen hatte, nahm sie am Europäischen Olympischen Jugendfestival in Forni Avoltri teil, wo sie Gold im Einzel sowie Silber mit der Mixed-Staffel gewann. Im Februar nahm sie an den Biathlon-Junioreneuropameisterschaften in Madona teil, bei denen ihr bestes Ergebnis ein achter Platz im Einzel war. Bei den Biathlon-Juniorenweltmeisterschaften Anfang März in Schtschutschinsk nahm Tannheimer wieder an den Rennen der Jugendkategorie teil. Sie erzielte die deutliche Laufbestzeit in allen Rennen und gewann im Sprint und in der Verfolgung mit großem Vorsprung Gold vor Julia Kink. Zusammen mit dieser und Lea Zimmermann konnte sie auch die Staffel für sich entscheiden; zusätzlich gewann sie Silber mit der Mixed-Staffel.

### Saison 2023/24
Im Frühjahr 2023 wurde Julia Tannheimer vom Deutschen Skiverband noch als Jugendathletin in die von Andreas Birnbacher trainierte Junioren-Lehrgangsgruppe 2a aufgenommen.
Vor Beginn der Saison 2023/24 qualifizierte Tannheimer sich bei internen Rennen in Martell überraschend für den IBU-Cup und gab Ende November in Kontiolahti ihr Debüt im internationalen Erwachsenenbereich. Nachdem sie in der Folgewoche in Idre bereits zweimal unter die besten Zehn gelaufen war, gelang es ihr in Sjusjøen trotz dreier Schießfehler den Massenstart 60 zu gewinnen, womit sie mit 18 Jahren und 137 Tagen zur jüngsten Siegerin eines IBU-Cup-Einzelrennens in der Geschichte wurde. 
Nachdem sie Anfang Januar beim IBU-Cup in Martell erneut die Laufzeiten mitbestimmt hatte, wurde Tannheimer für den Weltcup in Ruhpolding nominiert und gab am 12. Januar 2024 ihr Debüt in der höchsten Rennserie. Mit einem Rennen ohne Schießfehler erreichte sie den 15. Platz und kam damit sofort deutlich in die Punkteränge. Im Verfolgungsrennen belegte sie Platz 33. In den folgenden fünf Wochen verzichtete sie auf die Europameisterschaften und bestritt nur zwei IBU-Cup-Rennen am Arber, um sich auf die Schule und ihr Abitur zu konzentrieren.
Ende Februar nahm Tannheimer an den Juniorenweltmeisterschaften in Otepää, diesmal in der Juniorenkategorie (U22), teil. Dort gewann sie mit großem Vorsprung in der Laufzeit die Goldmedaille im Einzel und war zudem mit der deutschen Staffel siegreich. Hinzu kamen die Silbermedaillen im Sprint und mit der Mixed-Staffel. Aufgrund ihrer schulischen Verpflichtungen verzichtete sie im März auf mögliche weitere Weltcupeinsätze und bestritt nur ein IBU-Cup-Rennen in Obertilliach.

### Saison 2024/25
Zur Saison 2024/25 wurde Julia Tannheimer vom DSV der nun von Birnbacher trainierten Lehrgangsgruppe 1b, d. h. dem B-Team, zugeordnet. Sie nahm allerdings gemeinsam mit Julia Kink auch an einigen Trainingslagern der A-Nationalmannschaft von Kristian Mehringer und Sverre Olsbu Røiseland teil und erhielt ein Startrecht für die Weltcup-Qualifikation. Bei den Deutschen Meisterschaften im Sommer in Altenberg gewann sie die Goldmedaille im Sprint und wurde damit zur jüngsten Deutschen Meisterin nach 2000.
Im November wurde Tannheimer nach den Qualifikationsrennen in Vuokatti unter anderem aufgrund von starken Laufleistungen für den Auftakt der Weltcupsaison in Kontiolahti nominiert. Nach schwächeren Leistungen in ihrer ersten Staffel und im verkürzten Einzel erreichte sie dort im Sprint als Sechste fehlerfrei ihren ersten Top-Ten-Platz im Weltcup und konnte diese Leistung im Massenstart als Fünfte noch einmal steigern. Bei der nächsten Station in Hochfilzen lief sie in der Verfolgung mit der vierten Langlaufzeit von Platz 29 auf 17 vor. In der Staffel feierte sie als zweite Läuferin an der Seite von Vanessa Voigt, Selina Grotian und Franziska Preuß ihren ersten Weltcupsieg.
Beim ersten Weltcup nach dem Jahreswechsel Anfang Januar 2025 in Oberhof erreichte Tannheimer im Sprint Platz neun und in der Verfolgung Platz zwölf; mit der deutschen Mixed-Staffel wurde sie Fünfte. Ihren Start beim anschließenden Weltcup in Ruhpolding musste sie krankheitsbedingt kurzfristig absagen. In der Folge verpasste sie auch die Rennen in Antholz.
Im Februar 2025 wurde Tannheimer für ihre ersten Biathlon-Weltmeisterschaften in Lenzerheide nominiert. Ihr bestes Einzelergebnis erzielte sie im Massenstart mit Platz fünfzehn. Weiterhin belegte sie den 17. Rang im Sprint, den 24. Platz in der Verfolgung und Platz 33 im Einzel. In der Staffel wurde sie Fünfte.

## Privates
Julia Tannheimers jüngerer Bruder Lukas ist ebenfalls als Biathlet im deutschen Nachwuchskader aktiv.

## Statistiken

### Weltcup

#### Weltcupsiege
| Nr. | Datum         | Ort        | Disziplin |
| --- | ------------- | ---------- | --------- |
| 1.  | 15. Dez. 2024 | Hochfilzen | Staffel 1 |

#### Weltcupplatzierungen
Die Tabelle zeigt alle Platzierungen (je nach Austragungsjahr einschließlich Olympische Spiele und Weltmeisterschaften).
- 1.–3. Platz: Anzahl der Podiumsplatzierungen
- Top 10: Anzahl der Platzierungen unter den ersten zehn (einschließlich Podium)
- Punkteränge: Anzahl der Platzierungen innerhalb der Punkteränge (einschließlich Podium und Top 10)
- Starts: Anzahl gelaufener Rennen in der jeweiligen Disziplin
- Staffel: inklusive Mixed- und Single-Mixed-Staffeln

| Platzierung             | Einzel | Sprint | Verfolgung | Massenstart | Staffel | Gesamt |
| ----------------------- | ------ | ------ | ---------- | ----------- | ------- | ------ |
| 1. Platz                |        |        |            |             | 1       | 1      |
| 2. Platz                |        |        |            |             |         |        |
| 3. Platz                |        |        |            |             |         |        |
| Top 10                  |        | 2      |            | 1           | 3       | 6      |
| Punkteränge             |        | 4      | 3          | 1           | 3       | 11     |
| Starts                  | 1      | 5      | 3          | 1           | 3       | 13     |
| Stand: 10. Februar 2025 |        |        |            |             |         |        |

### Biathlon-Weltmeisterschaften
|                                      | Einzelwettbewerbe | Einzelwettbewerbe | Einzelwettbewerbe | Einzelwettbewerbe | Staffelwettbewerbe | Staffelwettbewerbe | Staffelwettbewerbe |
| Einzel                               | Sprint            | Verfolgung        | Massenstart       | Frauenstaffel     | Mixed-Staffel      | S.-M.-Staffel      |                    |
| ------------------------------------ | ----------------- | ----------------- | ----------------- | ----------------- | ------------------ | ------------------ | ------------------ |
| Weltmeisterschaften 2025 Lenzerheide | 33.               | 17.               | 24.               | 15.               | 5.                 | –                  | –                  |

### Juniorenweltmeisterschaften
| Weltmeisterschaften | Weltmeisterschaften | Weltmeisterschaften | Einzel | Sprint | Verfolgung | Massen- start     | Staffel | Mixed- Staffel |
| Jahr                | Ort                 | Altersklasse        | Einzel | Sprint | Verfolgung | Massen- start     | Staffel | Mixed- Staffel |
| ------------------- | ------------------- | ------------------- | ------ | ------ | ---------- | ----------------- | ------- | -------------- |
| 2022                | Soldier Hollow      | Jugend              | 5.     | 9.     | 8.         | nicht ausgetragen | –       | N/A            |
| 2023                | Schtschutschinsk    | Jugend              | 15.    | 1.     | 1.         | nicht ausgetragen | 1.      | 2.             |
| 2024                | Otepää              | Junioren            | 1.     | 2.     | N/A        | 11.               | 1.      | 2.             |

### IBU-Cup-Siege
| Nr. | Datum         | Ort      | Disziplin      |
| --- | ------------- | -------- | -------------- |
| 1.  | 16. Dez. 2023 | Sjusjøen | Massenstart 60 |